# Turons Ediacara
Els turons Ediacara, en anglès: Ediacara Hills són una serralada des muntanyes baixes que estan a la part nord de la Serralada Flinders d'Austràlia del Sud a uns 650 km al nord de la ciutat d'Adelaida. Aquests turons donen nom al període geològic Ediacarià. A la zona hi ha mines antigues de coure i plata. També contenen fòssils.
L'etimologia d'Ediacara no està clara i sembla provenir de les llengües dels aborígens australians.
Les fonts més antigues sembla que indiquen que el nom prové de ‘Idiyakra’ que seria la designació d'un lloc prop de l'aigua Però podria tractar-se ‘Yata Takarra’ que significa sòl pedregós."